# Она смеётся, как мать: могущество и причуды наследственности
«Она смеется, как мать: могущество и причуды наследственности» (англ. She has her mother`s laugh) — научно-популярная книга, написанная научным журналистом Карлом Циммером, в которой рассказывается история изучения механизмов наследственности. Книга на русский язык была переведена Марией Багоцкой и Павлом Купцовым, издательство «Альпина нон-фикшн», год издания 2020, объем книги 594 страницы. Редактор А. Ростоцкая, научный редактор Я. Шурупова

## Об авторе
Карл Циммер — автор книг «Паразиты. Тайный мир», «Линия прибоя», и бестселлера «Она смеется, как мать: могущество и причуды наследственности». Научный журналист. Он стал лауреатом премии Эверетта Кларка в области научной журналистики, получил премию для СМИ Американского института биологии. Карл Циммер постоянно участвует в научно-популярных программах и изданиях National Geographic, Discovery, Natural History, Nature и Science. Автор научно-популярной монографии «Планета вирусов».
Книга Карла Циммера «Она смеется, как мать: могущество и причуды наследственности» стала финалистом премии «Просветитель. Перевод» в номинации «Естественные и точные науки» в 2021 году. Лауреаты премии станут известны 18 ноября 2021.

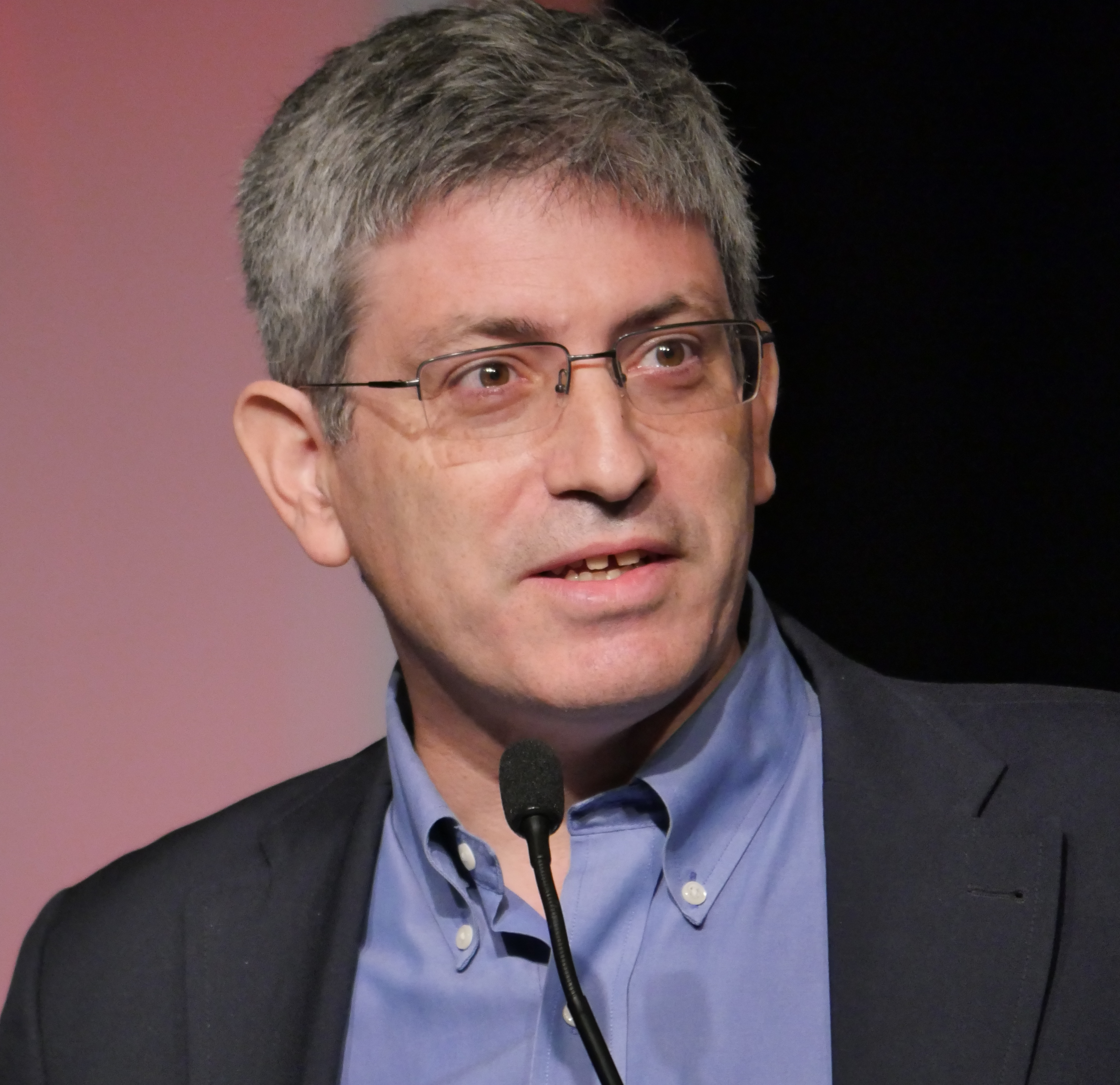
Автор книги Карл Циммер

## Содержание
В прологе книги автор делится воспоминаниями о том времени, когда его жена Грейс была беременна первым ребёнком и врач посоветовал супругам сходили на консультацию к генетику. Карл Циммер и его жена отнеслись к этому без должного энтузиазма, но все-таки пришли на приём. Врач расспрашивала их про их родственников, семью, и в какой-то момент автор понял, что совершенно не знает, что именно он унаследовал от своих родственников. Когда родилась дочь, родители назвали ее Шарлотта, через пару лет появилась вторая дочь — Вероника. Через 15 лет после рождения первенца Карл Циммер написал книгу о наследственности, которая объясняет нам, почему мы так похожи на наших предков.
В основной части книги Карл Циммер уделяет внимание исследованию «генетических химер» и приводит несколько интересных примеров на эту тему.
Отец Оуэна владел молочной фермой в Висконсине и мальчик много времени проводил, работая на ферме, его учителя ожидали, что после окончания учебы он продолжит заниматься этим направлением, а дома думали, что он будет школьным учителем. Но он стал биологом. Когда он получил докторскую степень в 1941 году, Оуэн стал работать в генетической лаборатории, которая занималась выполнением тестов на отцовство у коров — фермеры хотели быть уверены, что телята наследовали родословную быков-чемпионов, за что платили немалые деньги, а не были зачаты от случайных быков. Но во время своих исследований, он заметил, что было что-то странное в анализах у животных-близнецов. Белки у фримартинов и их близнецов были идентичными, хотя они были разнояйцовыми близнецами. Исследуя пары телят-близнецов, он понял, что в 90 % случаев их кровь была смешанной. В 1953 году стало известно о существовании первой химеры-человека — миссис Мак. Женщина решила стать донором крови. Когда стали определять группу крови, исследователи обнаружили, что у нее смесь групп крови А и 0 и никакой путаницы в этом нет. При повторной процедуре был получен тот же результат. Лондонский учёный Роберт Рэйс вспомнил про открытия Оуэна. Как оказалось, у миссис Мак действительно был близнец, который умер в младенчестве. Продолжая исследования, учёные пришли к выводу, что группа 0 была унаследована миссис Мак от своих родителей, а группа А — приобретена от своего брата, во времена их пребывания в утробе матери. В книге есть упоминания о педиатре-эндокринологе Джоэле Хиршхорне, который работает с детьми очень невысокого роста. В его практике были случаи, когда невысокие родители приводили к нему своих невысоких детей, пытаясь выяснить причину их невысокого роста. Тогда ему приходилось рассказывать им про гены.
На то, что дети наследуют от своих родителей, влияет митохондриальная ДНК, эпигенетические метки, которые изменяют активность генов, симбиотические микроорганизмы, а также современные технологии, традиции и множество других факторов.

## Награды
Книга вошла в топ 100 самых значительных книг 2018 года по версии The New York Times. В том же году была признана одной из лучших научно-популярных книг года по версии ток-шоу Science Friday. Вошла в топ 10 книг по версии Publishers Weekly (2018 год). Стала финалистом премии Эдварда Уилсона в 2019 году.
В 2021 году книга попала в число научно-популярных книг, которые в рамках проекта «Дигитека» распространяются в электронном виде бесплатно для всех читателей.